# Aire urbaine de Bagnols-sur-Cèze
L'aire urbaine de Bagnols-sur-Cèze est une aire urbaine française constituée autour de la ville de Bagnols-sur-Cèze (Gard).
L’aire urbaine de Bagnols-sur-Cèze a les mêmes limites que l’espace urbain de Bagnols-sur-Cèze.

## Caractéristiques
En 2020, l'Insee définit un nouveau zonage d'étude : les aires d'attraction des villes. L'aire d'attraction de Bagnols-sur-Cèze remplace désormais son aire urbaine, avec un périmètre différent.
Selon la délimitation établie par l'INSEE en 2010, l'aire urbaine de Bagnols-sur-Cèze est composée de 4 communes, toutes situées dans le Gard. 
Son pôle urbain est l'unité urbaine (couramment : agglomération) de Bagnols-sur-Cèze, formée de 4 communes.
La quatrième commune, dite monopolarisée, est une commune rurale, Sabran.

## Les 4 communes de l'aire
Voici la liste des communes de l'aire urbaine de Bagnols-sur-Cèze :
| Code INSEE | Commune          | Type                         | Département | Superficie (km²) | Population (2017) | Densité (hab./km²) |
| ---------- | ---------------- | ---------------------------- | ----------- | ---------------- | ----------------- | ------------------ |
| 30028      | Bagnols-sur-Cèze | Commune du pôle urbain       | Gard        | +0031,37         | 18 258            | 582                |
| 30225      | Sabran           | Commune rurale monopolarisée | Gard        | +0035,64         | 1 674             | 47                 |
| 30288      | Saint-Nazaire    | Commune du pôle urbain       | Gard        | +0006,68         | 1 229             | +00184,            |
| 30331      | Tresques         | Commune du pôle urbain       | Gard        | +0017,9          | 1 806             | +00101,            |
|            | Total            |                              |             | +0091,59         | 22 967            | +00251,            |

## Évolution démographique
| 1968   | 1975   | 1982   | 1990   | 1999   | 2009   | 2011   | 2016   | 2017   |
| ------ | ------ | ------ | ------ | ------ | ------ | ------ | ------ | ------ |
| 18 878 | 20 135 | 21 242 | 21 598 | 21 979 | 22 616 | 22 413 | 22 330 | 22 967 |